# Polarni stratosferski oblaci
Polarni stratosferski oblaci ili sedefasti oblaci (međunarodna kratica PSC) pojavljuju se vrlo rijetko tijekom zime u donjoj stratosferi na visini od 15 do 25 kilometara u višim zemljopisnim širinama. Sastavljeni su od prehladnih kapljica ili kuglastih čestica leda. Nalik su cirusima ili cirokumulusima, svojstveno je im izrazito svjetlucanje, a karakteristične su sedefaste boje (nastaje zbog irizacije ili pojave duginih boja na oblacima).
Polarni stratosferski oblaci nastaju daleko iznad nama poznatih oblaka. Pojavljuju se i do 2 sata nakon što padne mrak ili pred zoru.  Nazivaju se sedefastima jer njihova površina svijetli predivnim sedefastim sjajem. To je posljedica ogiba ili difrakcije Sunčeve svjetlosti na kristalićima leda od kojih je oblak sastavljen, a Sunčeva svjetlost na tim visinama dopire s druge strane planeta, ispod našeg obzora. Najčešće se pojavljuju u polarnim područjima zimi, u Skandinaviji, Aljaski, sjevernoj Kanadi, no primjećeni su i u Engleskoj i Škotskoj. Nastaju u polarnim područjima jer za njihov nastanak su potrebne temperature oko -78 stupnjeva Celzijusa, a u drugim područjima stratosfera se rijetko ohladi na tu temperaturu, no moguće je prilikom jakih oluja ili vjetrova u troposferi. Koliko god lijepi bili ti oblaci, njihova pojava utječe na uništavanje ozona i na stvaranje ozonskih rupa.
Najčešće ih vidimo na Antartici, gdje se javljaju i temperature ispod −88 °C (tip II), dok su na Arktiku puno rjeđi.

## Vrste polarnih stratosferskih oblaka
Polarni stratosferski oblaci se mogu podijeliti u 3 tipa: Ia, Ib i II, prema kemijskom sastavu:
- Typ I su polarni stratosferski oblaci koji sadrže dušičnu kiselinu i vodu;
- Typ Ia su polarni stratosferski oblaci koji sadrže kristale dušične kiseline i vode;
- Typ Ib su polarni stratosferski oblaci koji sadrže kristale dušične kiseline, vode i kapljice sumporne kiseline, u obliku pothlađene trostruke otopine;
- Typ II su polarni stratosferski oblaci koji sadrže samo kristale vode.